# Тінібек
Тінібек (Дінібек, тат. Tinibək, Тінібәк; помер 1342) — чингізид, десятий  хан  Золотої Орди (1341–1342). Старший син Узбек-хана (фактично другий за старшинством, став старшим 1330 року після смерті першого сина Узбек-хана — Тімурбека).
Брав участь у походах батька в Закавказзі. Став ханом після смерті свого батька, але незабаром загинув в результаті змови, організованої братом Джанібеком.
Можливо йому і його дружині Маліці присвячена поема «Хосров і Ширін».